# Cayos Perlas
Les Cayos Perlas, ou Pearl Cays en anglais, sont un petit archipel du Nicaragua. Il est situé dans la mer des Caraïbes, sur l'ancienne côte des Mosquitos, et se compose de 18 cayes.

## Géographie
Les Cayos Perlas sont situés dans la mer des Caraïbes, à une trentaine de kilomètres à l'est des côtes du Nicaragua (l'ancienne côte des Mosquitos), au large de la lagune qui donne son nom à la municipalité de Laguna de Perlas. Elles se composent de 18 cayes où poussent des palétuviers rouges et des cocotiers.
Administrativement, l'archipel relève de la Région autonome de la Côte caraïbe sud depuis 1986 et la division du département de Zelaya.

## Histoire
À la fin des années 1990, un homme d'affaires grec, Peter Tsokos, rachète plusieurs des cayes de l'archipel pour les revendre sur Internet à de riches Occidentaux désirant posséder leur île privée. Ses démarches suscitent une vive opposition parmi les Mosquitos de la région, qui estiment que ces îles sont une propriété commune du peuple et que Tsokos les a acquises de manière illégale. Les querelles entre les nouveaux venus, qui abattent les mangroves pour construire leurs résidences, menaçant les cayes d'érosion, et les habitants du cru sont nombreuses. La situation s'envenime au point que le président nicaraguayen Arnoldo Alemán se rend sur place en 2001. Les Mosquitos sont défendus par l'avocate nicaraguayenne Maria Luisa Acosta, dont le mari est assassiné en 2002 dans ce que certains considèrent comme une tentative de la réduire au silence. Plusieurs des îles sont rapidement abandonnées par leurs nouveaux propriétaires, qui ne laissent que des ruines derrière eux.

## Protection
Depuis 2020, le système des Cayos Perlas constitue une zone protégée en tant que « refuge de vie sylvestre » (refugio de vida silvestre).

## Dans les médias
En 2010, la onzième saison de l'émission de téléréalité Supervivientes (es), déclinaison espagnole de la franchise Survivor, se déroule dans les Cayos Perlas.